# كلايف ويلكينسون
كلايف ويلكينسون (بالإنجليزية: Clive Wilkinson)‏ هو مهندس معماري جنوب أفريقي، ولد في 1954 في كيب تاون في جنوب أفريقيا.

## وصلات خارجية
- الموقع الرسمي